# Les Mangeurs d'âme
Pour les articles homonymes, voir Les Mangeurs d'âmes (homonymie).
Les Mangeurs d'âme (Soul Eater) est le troisième tome de la série Chroniques des temps obscurs écrite par Michelle Paver, publié originellement en 2006 au Royaume-Uni puis l'année suivante en France. Il est le dernier de la série traduit en français par Bertrand Ferrier, après Frère de Loup et Fils de l'eau.

## Résumé
Loup a disparu. Il chassait avec Torak, son frère de meute, quand d'inquiétants humains l'ont enlevé. Torak s'est alors lancé à sa poursuite, sans se soucier des périls qui l'attendent. Il devra se perdre dans le désert de glace. Affronter les tempêtes de neige. Se jeter dans l'Œil de la Vipère pour défier les démons. Et combattre enfin les redoutables assassins de son père : les Mangeurs d'âme.